# Biophytum macrorrhizum
Biophytum macrorrhizum är en harsyreväxtart som beskrevs av R. E. Fries. Biophytum macrorrhizum ingår i släktet Biophytum och familjen harsyreväxter. Inga underarter finns listade i Catalogue of Life.